# Nefertum
Nefertum, někdy také čteno Nefertem, Nefer-Tem, Nefer-Temu, je staroegyptský bůh vůně a světla, uctívaný v podobě lotosového květu. Původně podle egyptské mytologie vyrostl z lotosu, což je dost nezvyklé. Proto mu byli časem přiděleni božští rodiče, každý chrám však přidělil tomuto bohovi jiné. Nejvíce uznávaná forma pochází z hlavního města sjednoceného Egypta, Mennoferu (Memfidy), kde byl prohlášen za syna nejvyššího boha Ptaha a jeho manželky Sachmety, s nimiž tvořil tamější Trojici bohů.

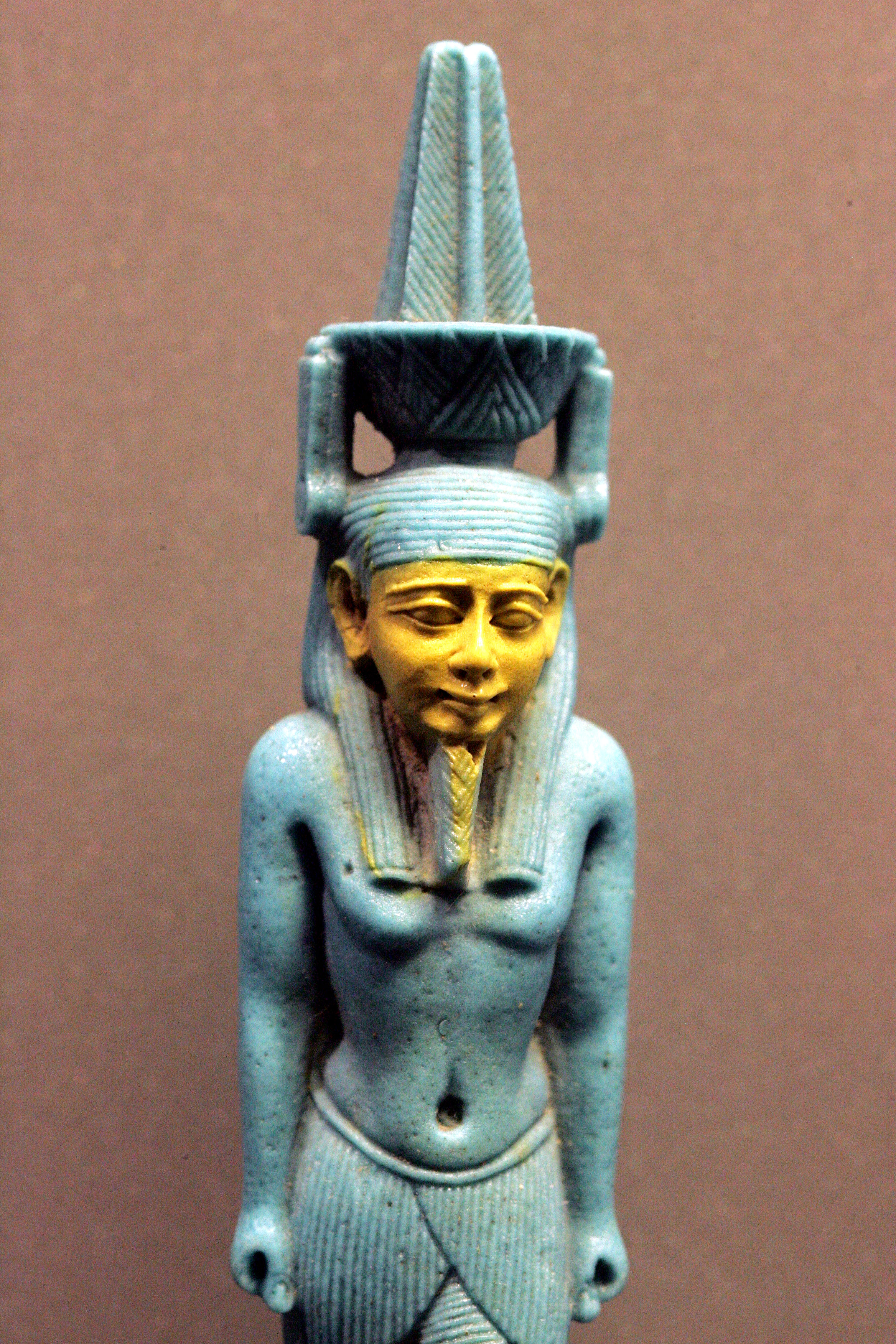
Nefertum, ze sbírek pařížského Louvru

Později byl z tohoto postavení vytlačen Imhotepem, stavitelem první pyramidy a věhlasným mudrcem, který byl prohlášen za boha. Přesto se však těšil velké vážnosti, jelikož byl mocný oblíbený bůh a měl rozsáhlé styky, které vycházely z toho, že byl dárcem a poskytovatelem vůně, která obšťastňovala jak lidi, tak bohy. Egypťané považovali přičichnutí k lotosovému květu za jeden z vrcholných požitků. Jako bůh vůně se dostal do blízkého vztahu s bohem Reem; v Textech pyramid je označován jako Lotosový květ u Reova nosu. Protože lotosový květ se ráno se ráno rozevírá a večer zavírá, stal se symbolem vycházejícího slunce a později synem slunce.
Jelikož je lotos vodní rostlina, dostal se taktéž do vztahu s bohem Nunem, stal se Velkým lotosovým květem, který se vynořil z Nuna, když vznikl svět. Jelikož současně s jeho vystoupením na hladinu se objevilo světlo, stal se bohem přinášejícím světlo, Světlonošem a Jasným bohem světla. Tím se přiblížil bohu Horovi, a to natolik, že s ním téměř splynul. Kvůli tomuto splynutí se stal, stejně jako Horus, synem Usira a Eset. Eset byla poté vyhlášena bohyní pole, na němž Nefertum vyrostl. Kromě těchto druhých rodičů dostal Nefertum ještě další: kočičí bohyni Bastetu a praboha Atuma. Po něm získal své jméno (Nefertum = Mladší Atum).
Postupně se vyvinul z prostého boha vůně v boha s množstvím významných funkcí. Jelikož vůně zahání zápach a vonné balzamovací masti zaháněly síly působící zkázu pohřbeného těla, stal se tedy ochráncem mrtvých. Mrtvým pomáhal dostat se do nebe k bohu Reovi nebo do podsvětí k bohu Usirovi. Ale, podle Knihy mrtvých, ty, jenž se provinili proti bohům, „vrhal do okovů a mučil na duši“. Tím se změnil z ochranného boha na boha odplaty a stal se z něj jeden z nejobávanějších bohů.